# 岡野敬四郎
岡野 敬四郎（おかの けいしろう、1934年9月7日 - 2023年8月13日）は、日本の政治家。元茨城県神栖市長（1期）。旭日双光章を受章。位階は正六位。

## 来歴
茨城県立鹿島高等学校卒業。神栖町議会議員を3期、町助役を1期、町農業委員、鹿島ケイ酸社長を務める。1993年の神栖町長選挙に立候補し、現職を破って初当選する。1997年の町長選挙は前町長を破って再選する。2001年の町長選挙は元町職員を破って三選する。神栖町は2005年に隣接する波崎町を編入し、8月1日に神栖市が発足。3ヶ月後の11月に市長選挙が行われたが、元神栖市議会議員の保立一男に敗れた。
このほか鹿島アントラーズ取締役を務めた。
2023年8月13日死去。88歳没。

## 栄典
- 2006年 秋の叙勲で旭日双光章を受章[9]
- 死没日付をもって叙正六位[10]